# Hernando Téllez
Hernando Téllez (1908 - 1966) was een Colombiaans schrijver.
Téllez schreef korte prozaschetsen die handelden over het harde, vaak ook heroïsche bestaan van zijn landgenoten. Daarvan getuigt ook zijn kortverhaal Schuim en verder niets.
- Biblioteca Nacional de España: XX1400129
- Bibliothèque nationale de France: cb12676065z (data)
- Gemeinsame Normdatei: 140708537
- International Standard Name Identifier: 0000 0000 7729 1222
- Library of Congress Control Number: n85230628
- Nationale Bibliotheek van Israël: 987007416399405171
- Nederlandse Thesaurus van Auteursnamen: 172239133
- Système universitaire de documentation: 084003014
- Virtual International Authority File: 24724603
- WorldCat: E39PBJgmKhJCX4k3xMPMp897HC